# Iwan Platonowitsch Lossew
Iwan Platonowitsch Lossew (russisch Иван Платонович Лосев; * 4. Januarjul. / 16. Januar 1878greg. in Frolowo; † 27. Mai 1963 in Moskau) war ein russisch-sowjetischer Chemiker und Hochschullehrer.

## Leben
Lossew, Sohn eines Donkosaken, war wegen Auftretens in einem revolutionären Treffen vom Schulunterricht ausgeschlossen. Ab 1899 nahm er in Nowotscherkassk an revolutionären Seminaren teil. 1900 trat er in Rostow am Don in die Sozialdemokratische Arbeiterpartei Russlands (RSDRP) ein und betätigte sich als Propagandist unter den Arbeitern der Rostower Eisenbahnwerkstätten. 1901 war er Parteiarbeiter im Bezirk der Kosaken-Staniza Ust-Medwedizkaja. Wegen einer drohenden Verhaftung floh er 1906 nach Kasan und organisierte eine RSDRP-Kampforganisation. Im November 1906 nahm er an der ersten Konferenz der RSDRP-Kampforganisationen in Tampere teil und berichtete über die Kasaner Organisation. 1909 wurde er wegen seiner Tätigkeit in Ust-Medwedizkaja zu einem Jahr Festungshaft verurteilt, die er im Gefängnis Kansk verbüßte.
Lossew gab nun die Parteiarbeit auf und studierte als Exoerner an der Universität Kasan mit Abschluss 1914. 1915 wurde er Lehrer der Kasaner Handelsschule. Nach der Oktoberrevolution arbeitete Lossew in Noginsk und ab 1920 im Moskauer Veterinärinstitut.
Ab 1923 lehrte Lossew am Moskauer Mendelejew-Institut für Chemische Technologie (MChTI). Als Schüler Pawel Polijewktowitsch Schorygins gehörte er zusammen mit Grigori Semjonowitsch Petrow zu den Begründern der sowjetischen Kunststoffentwicklung. Lossew schuf die Grundlagen  für die industrielle Polyvinylchlorid-Synthese. 1932 gründete er und leitete dann den Lehrstuhl für Chemietechnologie der Kunststoffe. Mit Petrow verfasste er das Lehrbuch der Chemie der Kunstharze. 1944–1947 war er Dekan der Spezialfakultät Nr. 138 des MChTI. 1948 gründete er und leitete dann den Lehrstuhl für hochmolekulare Verbindungen.
Neben seiner Arbeit im MChTI lehrte Lossew am Moskauer Ziolkowski-Institut für Luftfahrttechnologie (MATI) und leitete den Lehrstuhl für Kunststoffe (1943–1961). Dort entwickelte er einen Kunststoff mit niedrigem Reibungskoeffizienten. Auch arbeitete er im Kunststoff-Forschungsinstitut (NIIPM). 1956 wurde er Vorstandsvorsitzender und Präsident der Allrussischen Chemischen Mendelejew-Gesellschaft.

## Ehrungen
- Verdienter Wissenschaftler und Techniker der RSFSR
- Orden des Roten Banners der Arbeit
- Ehrenzeichen der Sowjetunion